# Coelioxys seminitida
Coelioxys seminitida är en biart som beskrevs av Pasteels 1985. Coelioxys seminitida ingår i släktet kägelbin, och familjen buksamlarbin. Inga underarter finns listade i Catalogue of Life.